# Franz Thedieck

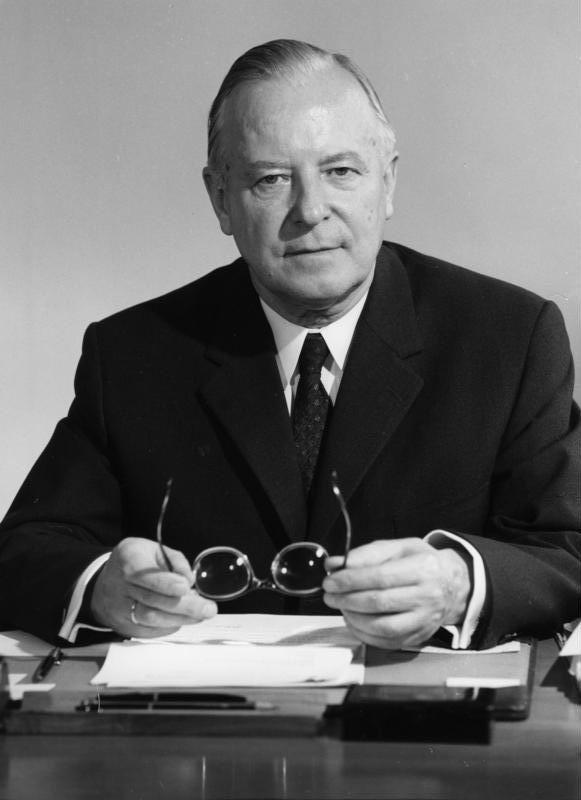
Franz Thedieck

Franz Josef Bernhard Thedieck (Hagen, 26 september 1900 - Bonn, 20 november 1995) was een Duits ambtenaar en politicus, actief in België tijdens de Tweede Wereldoorlog.

## Levensloop
Thedieck was een zoon van de jurist Josef Thedieck en zijn vrouw Johanna. Hoewel in Westfalen geboren, groeide hij op in het Rijnland, doordat zijn vader van 1903 tot 1938 directeur was van de arrondissementsrechtbank in Keulen. Zowel Konrad Adenauer als de latere staatssecretaris Hans Globke werkten in hun jonge jaren in de diensten van Thedieck senior.
Franz Thedieck liep middelbare school in Keulen en deed hogere studies. Van 1923 tot 1930 werkte hij bij de Pruisische inlichtingendienst (Abwehrstelle) tegen het separatisme dat zich verspreidde in het Rijnland. Hij ontmoette voor het eerst Konrad Adenauer. In 1931 werd hij regeringsraad in Keulen, als vertegenwoordiger van de Pruisische regering voor Eupen-Malmedy. 
Hij kreeg er de verantwoordelijkheid voor het infiltreren en in het geheim financieren van Duitse verenigingen in het door het Verdrag van Versailles aan België overgedragen Eupen-Malmedy. Officieel deed hij dat in het kader van de Vereniging van Duitsers in het buitenland. In die periode was Thedieck lid van de 'Zentrumpartei', van christelijke inspiratie.

## In België
Er is nergens gemeld dat hij zich bij de NSDAP aansloot, maar hij had wel een goede verstandhouding met de voorzitter van de regeringsraad in Keulen, Eggert Reeder, die wel lid van de NSDAP was. Toen deze in 1939 de geheime opdracht kreeg om het bestuur van het bezette België voor te bereiden, was Thedieck hierin zijn naaste medewerker. Reeder werd, onder Alexander von Falkenhausen, vanaf eind mei 1940 als 'Verwaltungschef' het hoofd van de burgerlijke zaken in België. Hij werd hiervoor hoger officier in de Wehrmacht en ere-SS. Hij nam Thedieck, ondertussen ook in de Wehrmacht ingelijfd met de graad van majoor, mee naar Brussel als 'Oberkriegsverwaltungsrat', zijn adjunct die meer bepaald belast werd met de 'Flamenpolitik'. Thedieck moest zichzelf geen geweld aandoen om de politiek ten voordele van het VNV te voeren, zoals Reeder het wenste. Reeder beschouwde immers het VNV als de enige groep van Duitsgezinden waarop hij kon vertrouwen om mee te helpen in het rustig houden van de Belgische bevolking. Hij was groot tegenstander van organisaties zoals de Algemeene SS-Vlaanderen en de DeVlag, gesteund door de SS, die met hun Groot-Germaanse ideeën en hun overtuiging dat België en op zijn minst Vlaanderen een gouw binnen het Duitse Rijk moest worden, de Belgische publieke opinie tegen de Duitsers opzette.
Thedieck hield het VNV de hand boven het hoofd en steunde de partij in de verwerving van macht op alle bestuurlijke vlakken. Hij werd hierin ook gesteund door het feit dat hij in hen meestal katholieken ontmoette, met wie hij sympathiseerde. Hij onderhield ook goede betrekkingen met kardinaal Jozef Van Roey en met diens invloedrijke secretaris Mgr. Leclef. Heinrich Himmler verweet hem dat als hij de kardinaal ontmoette, hij voor hem knielde en zijn ring kuste.
Vanaf maart 1942 opende de SS de vijandelijkheden tegen Thedieck en adviseerde Reeder om zijn medewerker de laan uit te sturen. In naam van Heinrich Himmler schreef Reinhard Heydrich op 6 april 1942 naar Reeder: In een overwegend katholiek Vlaanderen is Thedieck, danig geëngageerd door zijn katholicisme en danig meegaand zodat hij wel voor naïef kan doorgaan, helemaal ongeschikt. Alleen al zijn aanwezigheid betekent een morele ondersteuning voor alle vormen van Grootneerlandisme en klerikalisme en voor de vertegenwoordigers van de katholieke actie in Vlaanderen. De druk vanuit de SS nam nog toe maar het duurde toch nog meer dan een jaar vooraleer Reeder toegaf. In april 1943 nam Thedieck ontslag. Het is niet duidelijk wat hij tijdens de resterende oorlogsmaanden deed. Zijn opvolger als medewerker van Reeder gedurende het laatste oorlogsjaar was Kriegsverwaltungsrat Günther Heym.

## Na de oorlog
In 1945 was hij een van de stichters van de CDU, de partij waarin hij de volgende decennia een actieve rol zou spelen. Van 1964 tot 1968 was hij de voorzitter van de Konrad Adenauer Stiftung. 
Beroepshalve werd hij raadslid van het bestuursdistrict Keulen. In 1950 werd hij staatssecretaris op het Bundesministerium für Gesammtdeutsche Fragen. Vanaf 1960 was hij voorzitter van de adviesraad van de Deutschlandfunk en van 1966 tot 1972 was hij directeur van deze instelling.

## Publicatie
- Gespräche und Begegungen mit Konrad Adenauer – Aus einem halben Jahrhundert deutscher Politik, in: Dieter Blumenwitz, Klaus Gotto, Hans Meier, Konrad Repgen & Hans-Peter Schwarz (Uitg.), Konrad Adenauer und seine Zeit. Politik und Persönlichkeit des ersten Bundeskanzlers, Deel I, Beiträge von Weg- und Zeitgenossen, Stuttgart, 1976 (ISBN 3-421-01752-2).

## Voetnoot
1. ↑   A. De Jonghe, De strijd Himmler-Reeder, a.w., Deel 2.